# Atoumane Guèye
Pour les articles homonymes, voir Guèye.
Atoumane Guèye est un judoka sénégalais. Il est surnommé « Cobra »,.

## Carrière
Atoumane Guèye est médaillé d'or dans la catégorie des moins de 95 kg aux Championnats d'Afrique de judo 1990 à Alger.